# 鈴木詔子
鈴木 詔子（すずき しょうこ、10月25日 - ）は、日本の女優、タレント。
千葉県銚子市出身。
舞台、ナレーション、イベントなどで活躍。銀プロダクションを経て、フリーでの活動をしている。
主なテレビ出演は「おねがい!マスカット」シリーズ「かわいい甲子園」のウグイス嬢など。

## 人物
- 趣味：読書、音楽鑑賞、映画鑑賞、歌、フラダンス、水泳。
- フラダンスでは、ハワイアンネームも取得。「ilimalei nani 詔子」。
- 資格：普通自動車免許(MT)、英検3級、漢字検定3級、ペン字検定（硬筆）3級、パソコン検定3級。

## エピソード
- おねマスシリーズの人気コーナー「かわいい甲子園」（49回）にて佐山愛の紹介の「見た目が弁慶」で吹き出してしまった事がある。
- 霊感が強く、幼少の頃から色々と見える体質らしい。99プラスのノーギャラ御殿では、霊からアドバイスをもらう事があると語っていた。

## 出演

### テレビ
- エンタメハイスクール DJ&ナレーション （チバテレ・テレ玉）
- 踊る!さんま御殿!! 再現ビデオ（日本テレビ）
- 恐怖の食卓！～病は食から ナース役 （フジテレビ）
- おねがい!マスカット 「かわいい甲子園」 ウグイス嬢 （テレビ東京）
- おねだり!!マスカット 「かわいい甲子園」等 ウグイス嬢 （テレビ東京）
- ちょいとマスカット! 「かわいい甲子園」等 ウグイス嬢 （テレビ東京）
- おねだりマスカットDX! 「かわいい甲子園」等 ウグイス嬢 （テレビ東京）
- おねだりマスカットSP! 「ナレーション」「かわいい甲子園」等 ウグイス嬢 （テレビ東京）
- ザ!世界仰天ニュース　同僚役 再現ビデオ （日本テレビ）
- 99プラス　ノーギャラ御殿 （日本テレビ）
- ぐるナイ　ゴチになります　吉田沙保里　再現ビデオ　吉田沙保里役　(日本テレビ)

### 舞台
- ミュージカル「旭をうけて」オケイ(ヒロイン)役
- 骨髄移植推進キャンペーンミュージカル「明日への扉」森の女王／ゆかりの姉役
- 「君に、桜の花の祝福を」柳結衣役
- 「神威」伽楼羅役
- 「サンタが街にやって来た~CrimsonFear~」パセンディック役
- 「双界の高き神座」タマモ／妲己役
- 「SKY」語り手役
- 「妬灯恋話」動乱役
- 「神月」シンダラ役
- 「EVLITH〜迷宮幻想曲〜」アイリス役
- 「蜃気楼の戦士〜The Human Factor〜」アルーシュカ・リンドワース役
- 「君に、永遠に変わらぬ微笑みを」二ノ宮紫役
- 「あの花の咲く場所で」レディ役
- 「世田谷厨房～グリーンルーム」女優2役
- 千葉県銚子市制80周年記念事業市民ミュージカル「天明の代官」お福役
- 樋口一葉原作「にごりえ」お高・語り手役
- 「御魂の森」凪役
- 「百花繚乱花街仇討絵巻」萌葱役
- 「鈴鹿山の白纏丸-すずかやまのはくてんまる-」黄衣御前役

### 司会
- 東京都江戸川区民祭り
- シトラスカレッジ&COM Big Band ジョイントコンサート2005
- Color of Life vol.4〜wind〜
- Color of Life Fest!

### 吹き替え
- ヴィーナス&アポロ （母親、ブリジット）
- ハートシリアススクール（相田、織田、小田嶋）

### ビデオ
- ゴースト・フィルムJAPAN
- ノーマニフェスト for UESHIMA

### CD
- かわいい甲子園 - ウグイス嬢 （2010年12月8日 ユニバーサルミュージック）
- Feeling to the SKY （2010年 ～colors7～C7 ♯1 SKY 公演CD）